# 天主教埃德門茨頓教區
天主教埃德門茨頓教區（拉丁語：Dioecesis Edmundstonensis）是加拿大一個天主教教區，位於紐賓士域西部。屬蒙克頓總教區。2006年教友有49,368人、卅二個堂區、卅七名司鐸。現任主教為克勞德·香檳。
1944年12月16日自天主教巴瑟斯特教區析出。